# 트로아스
트로아스(고대 그리스어: Τρωάς) 또는 트로아다(그리스어: Τρωάδα)는 튀르키예 아나톨리아의 북서부의 비가 반도의 역사적인 이름이다. 이 지역은 이제 튀르키예의 차나칼레주의 일부이다. 북서부는 다르다넬스 해협, 서부는 에게해와 경계하며 나머지 아나톨리아와 카즈산을 형성하는 육괴로 나뉘어 있다.
트로아스에는 두 개의 주요한 강이 있는데 스카만드로스 강 (Skamandros)과 시모에이스 강 (Simoeis)이다. 그 강들은 트로이아의 유적을 포함하는 지역에서 만난다. 그레니코스, 케브렌, 시모에이스, 레소스, 로디오스, 헵타포로스와 아이세포스가 트로아드의 7개 강이며 강에서 살았던 강신의 이름이기도 하다.

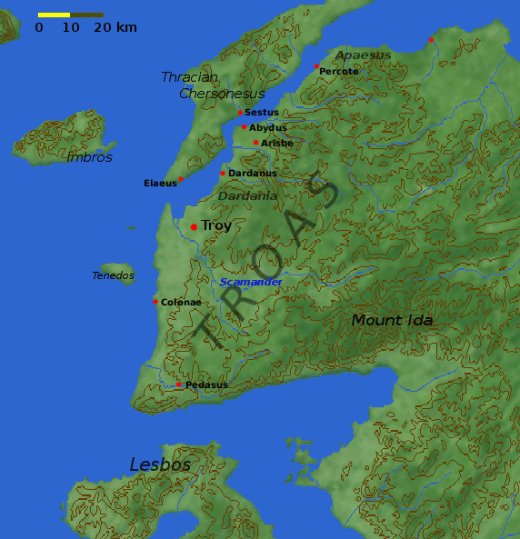
트로아스 지역의 고대 도시들